# Штундизм
Штунди́зм (русско-украинский, южнорусский), шту́нда (от нем. Stunde «час», подразумевается: для чтения и толкования Библии) — христианское религиозное движение, получившее распространение в XIX веке сначала в южных (Херсонской, Екатеринославской, Киевской) губерниях, а затем и других регионах Российской империи.
В документах и литературе движение иногда именуется штундобаптизмом. В обличительной, так называемой «антисектантской» литературе, в публицистике и в официальном делопроизводстве конца XIX — начала XX века термин «штундисты» иногда применялся расширительно — к русским церквям протестантского направления, прежде всего к  баптистам и евангельским христианам-пашковцам.
Движение появилось после публикации книг Библии в новом русском синодальном переводе (1876 год) и проявлялось в виде стихийно возникавших в крестьянской среде кружков по чтению и толкованию Священного Писания. На взгляды штундистов оказали влияние немецкие колонисты-протестанты, жившие в южных губерниях. Участники движения подвергались преследованиям и критике. В конце XIX века русско-украинские штундисты, в основном, влились в Союз русских баптистов.

## Описание

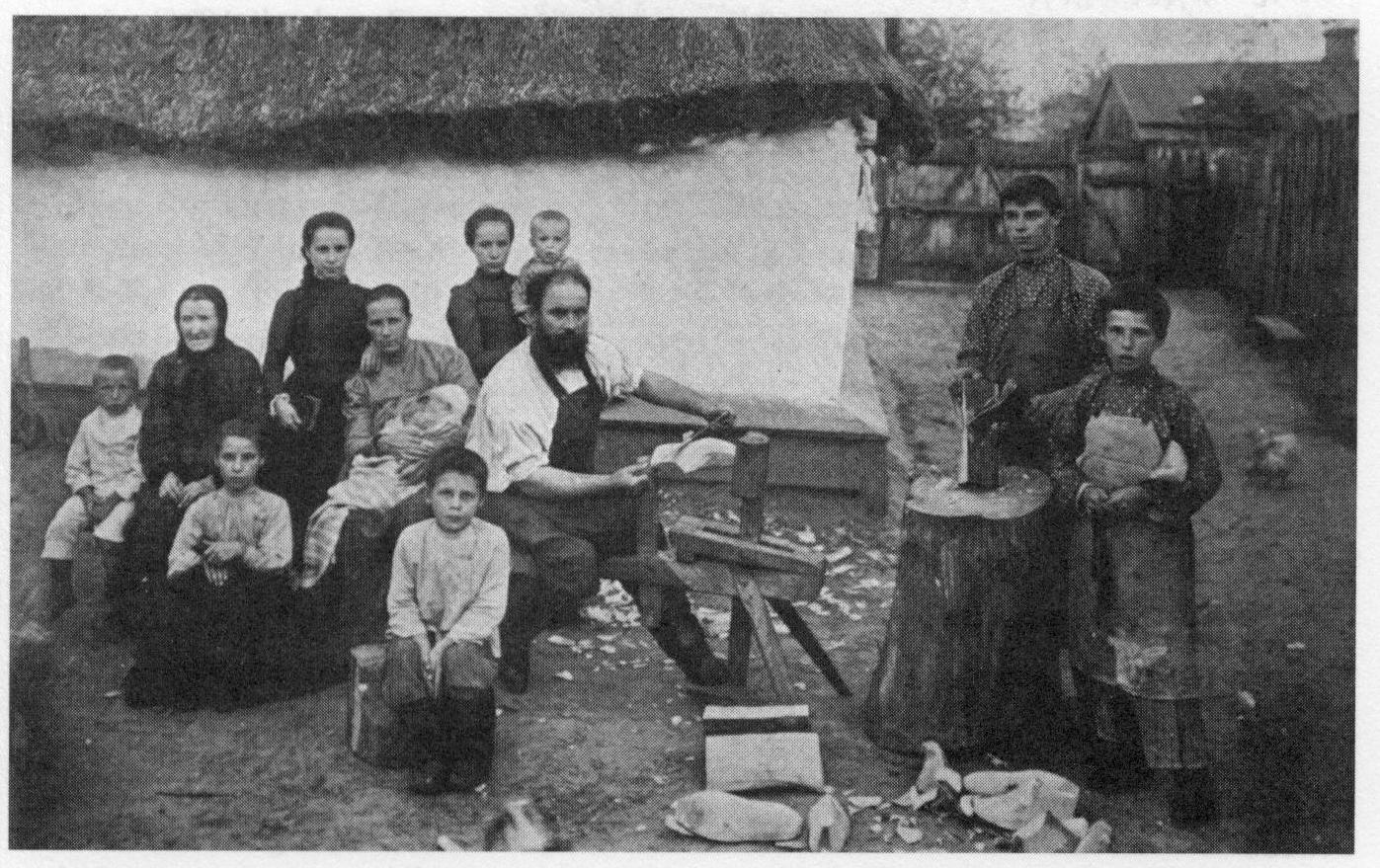
Семья штундо-баптистов Киевской губернии, 1901

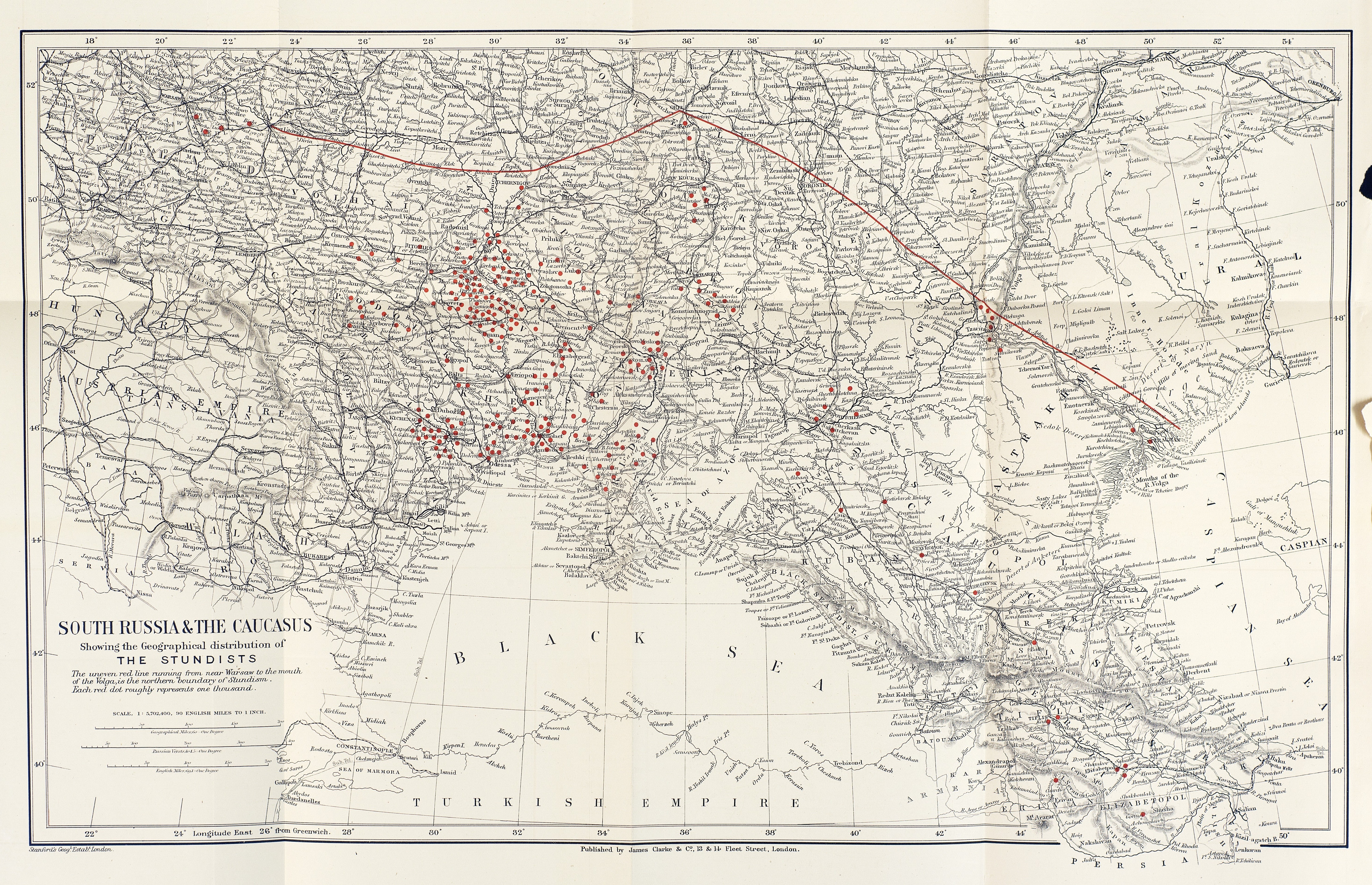
Карта распространения штундистского движения в представлении английского пастора и богослова Браун, Джон (писатель), автора вышедшей в 1893 году книги «The Stundists. The story of a great religious revolt»(вероятно, он не различал баптистов и штундистов)

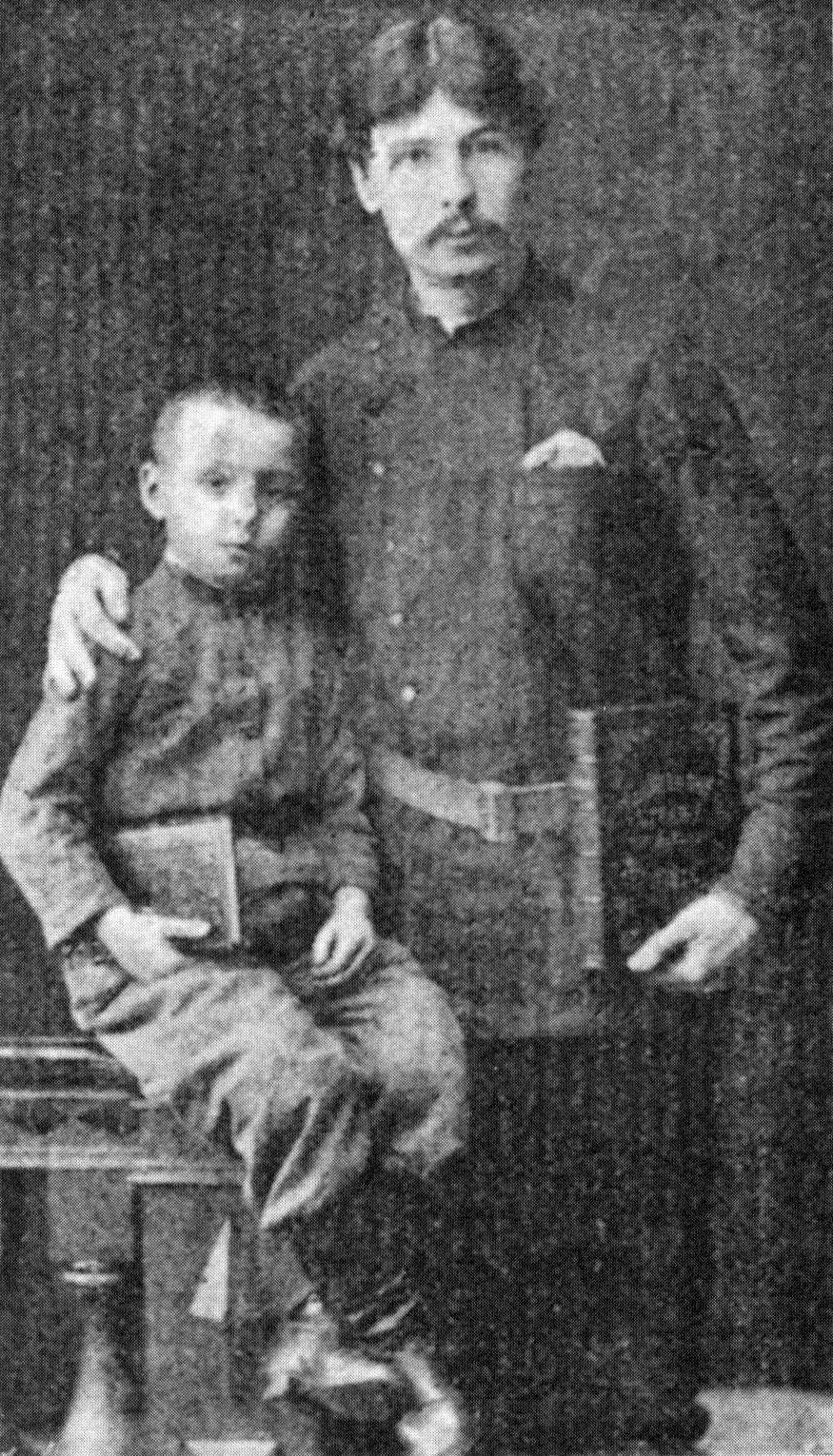
Штундист — сельский ремесленник и его сын

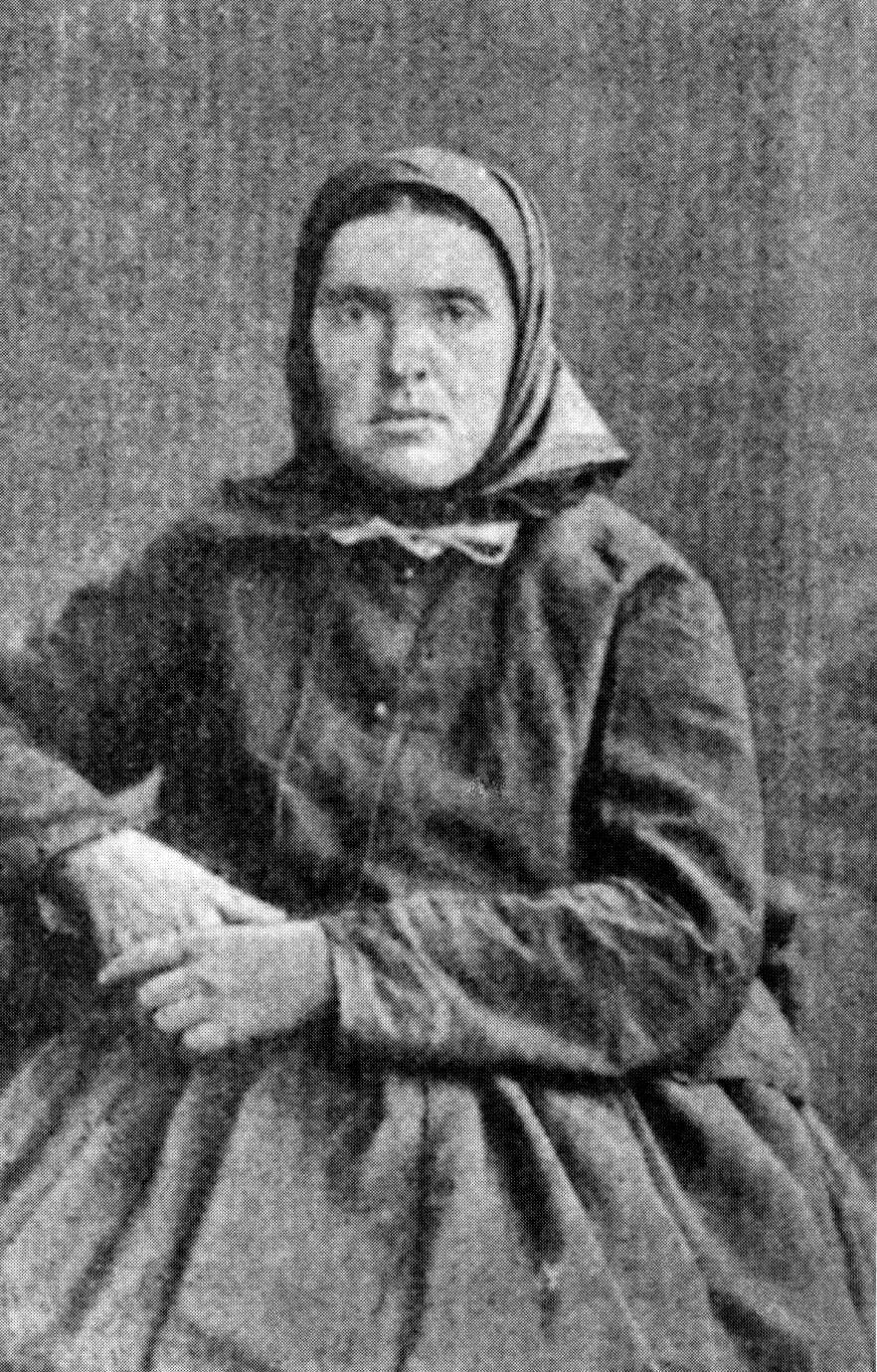
Крестьянка-штундистка

Штундизм выражался в массовом и стихийном возникновении в крестьянской среде кружков по изучению Библии. Для пиетического движения, каким был штундизм, характерен акцент на личном благочестии. Русско-украинские штундисты придерживались моральных стандартов, имевших исключительную аргументативную силу. В том числе полный отказ от употребления спиртного. Трезвый образ жизни и связанное с ним увеличение благосостояния часто упоминаются в сборнике документов исследовавшего это явление православного  епископа Алексия (Дородницына) в качестве причины перехода в новую веру.
В первое время штундисты продолжали считать себя частью православной общины: посещали церковные богослужения, обращались к православным пастырям для совершения браков, крещения детей и погребения умерших. Свои собрания проводили после церковной службы, читали и обсуждали на них Новый Завет, молились и пели гимны из сборника «Приношение православным христианам». Разрыв с православием произошёл после начала преследований, нередко сопровождавшихся конфискацией духовной литературы.
Вследствие стихийного характера движения штундисты не имели ни общепризнанного лидера, ни централизованной организации, ни единой целостной системы богословия. Например, Николай Никольский насчитал в штундизме четыре направления: «библейских христиан» или (по официальной терминологии) «великорусскую штунду», «духовных христиан» или (по официальной терминологии) «южнорусскую штунду», а также возникшую в конце 1870-х годов в Тверской губернии секту крестьянина Василия Сютаева и «штундо-баптизм».
Наиболее характерными чертами штундистского движения в обличительной литературе отмечались: отрицание Священного Предания и священноначальнической иерархии, как непременной посредницы в спасении; отказ от таинств и чина церковных богослужений, от «святых угодников» и нередко — от крещения младенцев.

### Масштабы движения
В сборнике документов епископа Алексия (Дородницына) со штундистами связано порядка 350 географических наименований.
Только в Херсонской губернии в 1881 году, по данным губернатора, всех штундистов (без разделения на баптистов и собственно штундистов) числилось 3363 души. Численность общины Герасима Балабана в селе Чаплинка Киевской губернии превышала 1000 человек.
Своему распространению штундизм обязан безвестным рядовым участникам движения. Например, благодаря некому Василию Левченко из села Николаевка Александрийского уезда Херсонской губернии за 9 лет, начиная с 1875 года, штундистами стали 22 семьи (118 человек) — почти половина его села.

## Предпосылки возникновения

### Перевод Библии
Появившийся в обществе в 1860—1870-х годах повышенный интерес к Библии объяснялся изданием понятного широким слоям населения Синодального перевода.
С точки зрения православия истина содержится как в Священном Писании, так и Священном Предании, которое дополняет и интерпретирует Священное Писание. Стержневое, «ничем не заменимое» значение в православии имеет богослужение (литургия), наполненное глубоким символизмом, не всегда понятным прихожанам. Издание Нового Завета в понятном переводе в условиях высокой религиозности общества повлекло его самостоятельное чтение и интуитивную интерпретацию путём сравнения с церковной действительностью. Однако выстраивание церковных реалий исключительно «по Писанию», игнорируя Священное Предание, привело бы к радикальному упрощению или отмене почти всех обрядов, что для Русской православной церкви было неприемлемо.
Самостоятельное изучение и толкование Библии привело и к другим разногласиям с православием в вопросах веры, в том числе и в вопросе личного спасения. Благодаря аргументам из Священного Писания и общению с немецкими пиетистами русские штундисты восприняли принцип уверенности в личном спасении в результате покаяния и обращения на путь праведности. Православие же гарантий спасения не давало.

### Недовольство крестьянской реформой и официальной церковью
Другими предпосылками возникновения штундизма стали рост недовольства самодержавием и условиями отмены крепостного права, а также официальной Православной церковью. Особое внимание этой группе предпосылок уделяли представители советской («марксистской») школы религиоведения, с характерной для неё социологизированностью и политизированностью, — Владимир Бонч-Бруевич, Александр Клибанов, Лев Митрохин и др.
Они видели в штундизме религиозную трансформацию социального протеста населения против самодержавия и Православной церкви. «Русское правительство склонно называть всех отступивших от православия общим именем „штундисты“, — писал Бонч-Бруевич. — На наших глазах совершается то же, что было в давние времена с альбигойцами. Господствующий класс Альби, Прованса и Лангедока в XIII столетии по почину папы называл „альбигойцами“ всех противящихся католицизму. Господствующий класс России вместе с правительством стремится называть „штундизмом“ народные массы, идущие против православия и связанного с ним самодержавия. Общее название облегчает создание общих репрессивных мер и единого плана преследования всех вообще сектантов». Как отмечал Клибанов, «штундизм — не что иное, как условное церковно-тенденциозное наименование совокупности религиозно оформленных крестьянских движений, развивавшихся в 60-70 годах XIX в.»

### Влияние пиетизма

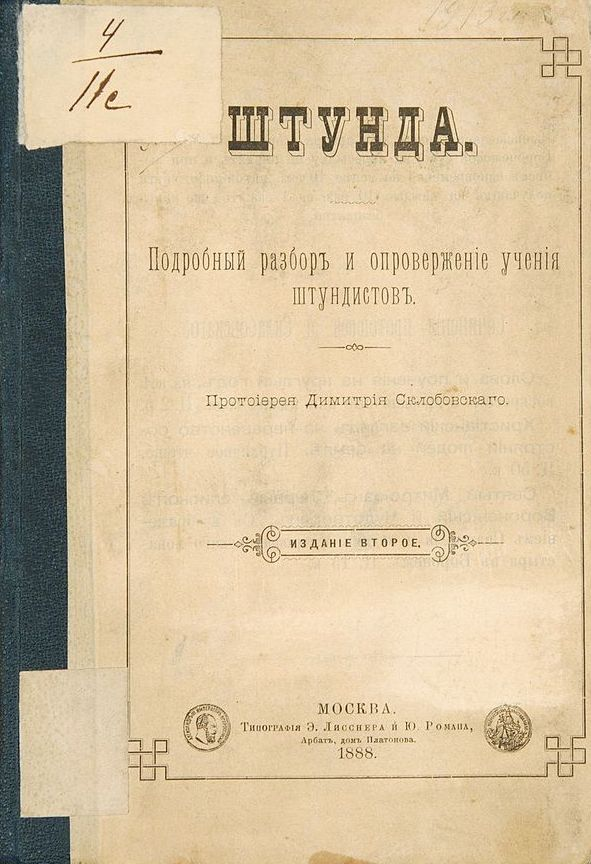
Обложка одной из многочисленных антиштундистских книг, написанных современниками

Среди немецких колонистов в России первый пиетический кружок возник в 1817 году. Это движение стало популярным, и в 1870-е в колониях насчитывались сотни групп пиетистов — «немецких штундистов». Начало южнорусскому штундизму было положено именно благодаря «библейским часам» немецких штундистов, на которые приглашались и русские крестьяне, работавшие у колонистов. Первый из них, уверовав в 1858 году, начал проповедовать в своей деревне, где вскоре образовалась первая община русско-украинских штундистов. К 1867 году эта община насчитывала уже 35 семей.
Несмотря на влияние пиетизма, исследователи не считают российский и немецкий штундизм единым движением или конфессией. С ними был солидарен имевший репутацию «отца» российского штундизма пастор Карл Бонекемпер, утверждавший, что штундизм немецких колонистов — лишь одна из форм лютеранства, не имеющая прямого отношения к стихийно возникающим на российской почве религиозным новообразованиям.
По мнению историка Альберта Вардина, немецкий штундизм сыграл важную роль в становлении российского штундизма, однако затем последний пошёл по собственному пути. Российские штундисты не образовывали реформатских или лютеранских общин, не приняли их исповеданий веры, и их системы церковного устройства, отстаивая принцип независимости каждой поместной общины. Лютеранские и реформатские пасторы опасались немецких штундистов не меньше, чем православные священники — русских, но лютеранская и реформатская церкви смогли интегрировать штундизм, тогда как православная — нет; российские штундисты вышли из неё, одновременно не признавая официальных протестантских церквей.

## Исторический контекст
Схожие со штундистским движением процессы евангельского пробуждения происходили во второй половине XIX века в разных регионах и в разных социальных слоях российского общества: на территории Закавказья, в Санкт-Петербурге и на территории Левобережной Украины (в Таврической губернии).
Евангельское пробуждение в Закавказье началось одновременно с пробуждением на юге Украины, при этом было независимым от него и происходило в среде молокан. В 1867 году в Тифлисе состоялось первое крещение по вере, которое принял молоканин Никита Воронин, что принято считать началом распространения баптизма среди молокан Закавказья и Северного Кавказа и годом возникновения русско-украинского баптизма. В течение первых десяти лет последователи нового учения называли себя христианами, крещёнными по вере, и лишь позднее стали называть себя баптистами.
Евангельское пробуждение в Санкт-Петербурге связано с миссионерской деятельностью лорда Редстока, который приехал в столицу весной 1874 года. В результате его проповедей в домах петербургской знати уверовали ряд представителей высшего аристократического общества. В их числе — один из богатейших дворян России гвардии полковник Василий Пашков, возглавивший петербургское пробуждение после отъезда Редстока за границу и принявший крещение по вере.
Евангельское пробуждение в Таврической губернии, на юге левобережной Украины, также происходило в среде молокан. В результате проповедей Якова Делякова о благодати Божией в Иисусе Христе и оправдании верой образовалась первая община новомолокан — евангельских христиан-«захаровцев», называемых так по имени лидера Зиновия Даниловича Захарова. С 1877 года общины молокан в Таврической губернии стали посещать баптистские проповедники, в результате чего многие молокане приняли крещение по вере. Баптистские общины в селениях молокан быстро увеличивались численно, и в дальнейшем практически все «захаровцы» стали их частью.

## Отношение православного духовенства

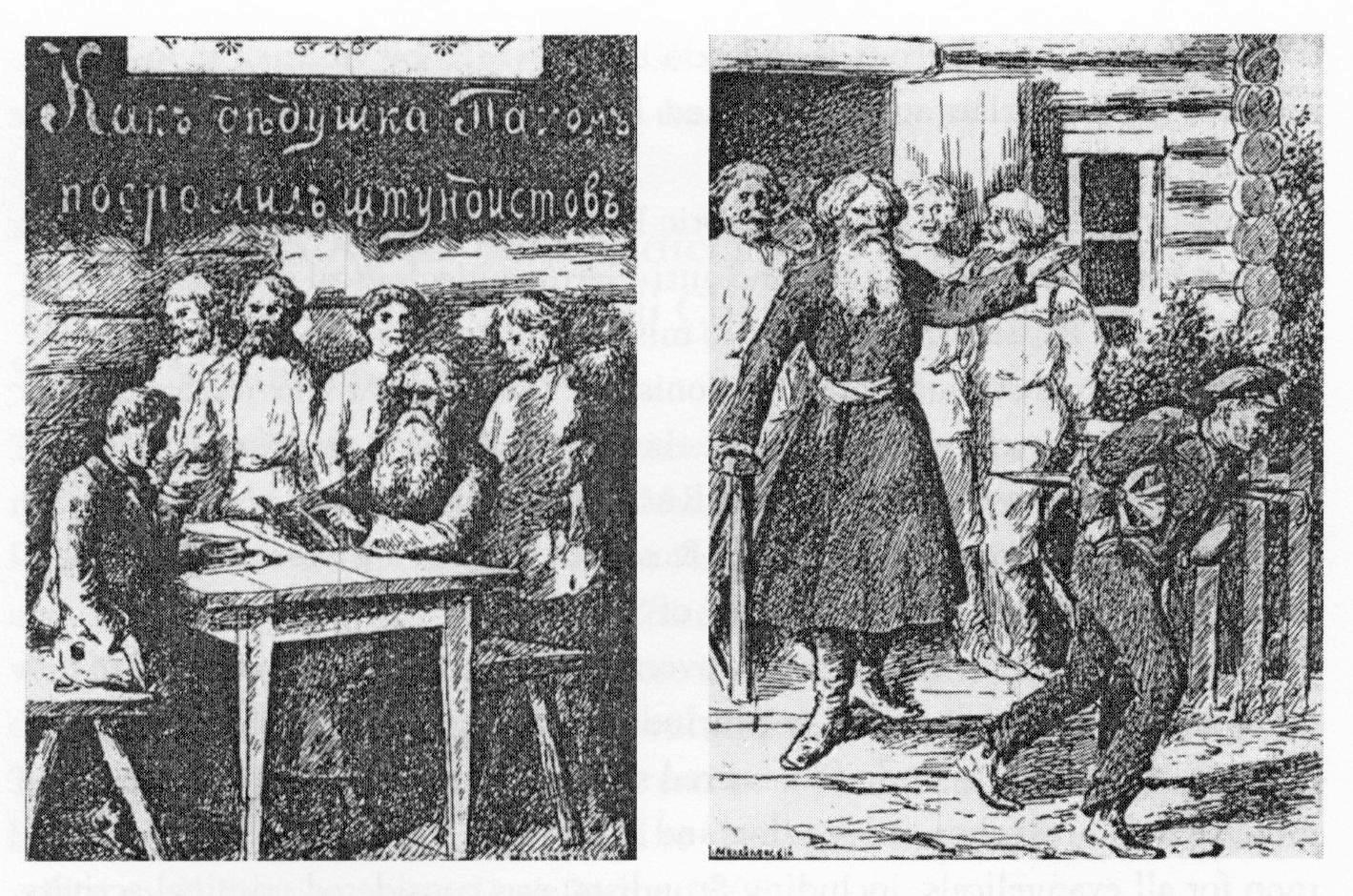
Агитационный лубок «Как дедушка Пахом посрамил штундистов». Старый русский крестьянин предостерегает молодого кузнеца Вакуленко, присоединившегося к штундистам: «Вы, штундисты, следуете не за Христом, а за германскими учителями, которые оставили Церковь Христову и исказили благую весть… Вы рождены православными родителями, воспитаны в православной вере, но соблазнены германцами, пляшете под германскую дудку и даже внешне стали похожими на германцев». Конечно, юный кузнец скоро вернулся в родную православную церковь

Бурная общественная дискуссия вокруг штундизма, особенно о вопросе его происхождения, обрела ярко выраженный идеологический характер. Иерархи православной церкви и значительная часть светской бюрократии считали штундизм серьёзной угрозой «духовной целостности» российского общества. В 1880—1910-х годах в помощь православным миссионерам были выпущены десятки книг и статей о штундизме. «Заветная цель подобных работ была предопределена заранее — доказательство ложности сектантства, — отмечал Лев Митрохин. — Поэтому они неизбежно приобретали характер манипулятивных построений, в которых фактический материал привлекался лишь в той степени и в том виде, в котором он укладывался в исходную схему благочестивого обличительства».
Одним из ключевых пунктов обличения штундизма было представление его исключительно как продукта враждебного чужеземного влияния. В качестве доказательства Митрохин приводит слова одного из критиков штундизма протоиерея Тимофея Буткевича: «В русском сектантстве — всё чужое! <…> Говорить о сектантстве, как о „самородном, самобытном и самостоятельном выражении духовной жизни русского народа“ значит — не только не понимать или умалять, но и оскорблять творческий гений великого народа».
Усилиями пропагандистов слово «штундист» приобрело ругательный характер: 
«Крестьянин слышит это слово из уст пьяных односельчан; оно употребляется в качестве крепкого словца в перебранке, да и батюшка не раз в церкви во время проповедей сопровождает бранью и проклятиями это наименование, направляя его не только против отпавших, но и против тех, кто позволит себе критически отнестись к антихристианским поступкам самого батюшки», — писала Варвара Ясевич-Бородаевская.

#### Реакция либеральной общественности

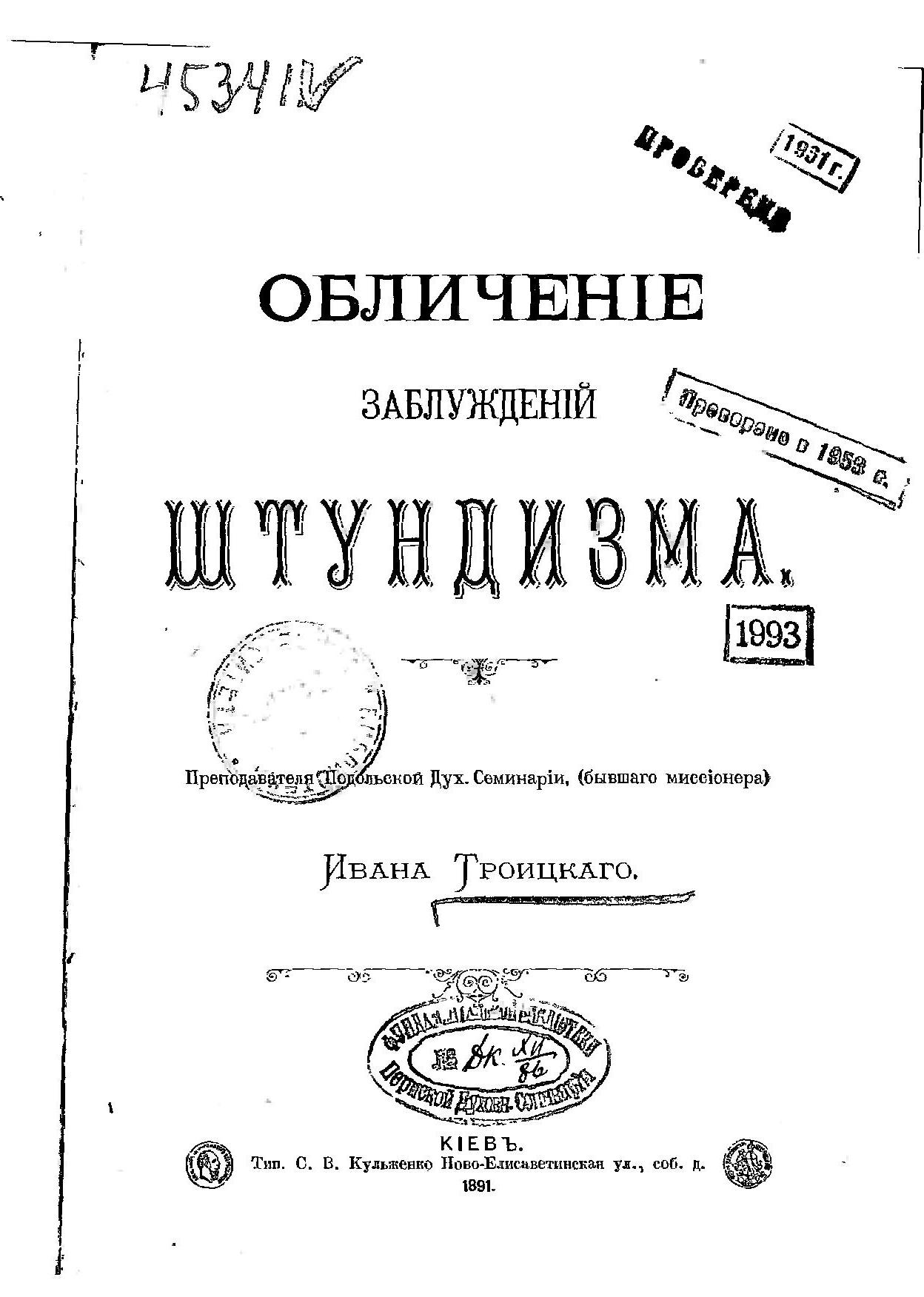
Титульная страница одной из многочисленных антиштундистских книг, написанных современниками

Одновременно с выходом православных публикаций на волне нарастающих в обществе антиклерикальных настроений было издано значительное количество научных, публицистических и художественных трудов о сектантах со стороны светских авторов, придерживавшихся либерально-народнических взглядов. Они открыто полемизировали с официальной «антисектантской» пропагандой. Некоторые из этих авторов настаивали на «исконно русском» происхождении штундизма. 
«Штунда не есть какое-нибудь завезённое и пересаженное с запада явление», — утверждал Г. Емельянов. По его мнению, штунда представляла собой «видоизменение прежней молоканско-духоборской секты, принявшей новое название и утвердившейся на новой почве».

## Преследования

### Законодательный статус
В Своде законов Российской империи православная вера объявлялась «первенствующей и господствующей». Принадлежность к православию определялась не фактическим вероисповеданием, а выписками из православных метрических книг. Закон запрещал православным вступать в брак с иноверцами (нехристианами) и накладывал ограничения на вступление в брак с инославными (представителями других христианских конфессий). Иноверцам запрещалось усыновлять православных, торговать иконами и пр. В целом интересы православной церкви защищались более чем тысячей статей Свода.
В результате штундисты испытывали проблемы с определением гражданского состояния, регистрацией браков, погребений и рождений детей. Штундистов, как и самоубийц, зачастую отказывались хоронить на общих кладбищах.
В Уложении о наказаниях уголовных и исправительных (фактически первом российском уголовном кодексе) за богохульство полагались каторжные работы различных сроков, за совращение в другие христианские конфессии или раскол — ссылка. Имущество совращённых попадало под опеку, прерывалась их родительская власть. Принадлежащих к еретическим «изуверским и фанатическим» сектам полагалось лишать прав состояния и ссылать в Сибирь. Уложение предусматривало также церковные наказания в качестве дополнительных (публичная епитимия, внушение).
При этом до 1879 года специального нормативного акта, регулирующего положение и деятельность штундистов, не было; многое зависело от инициативы местных властей.

### Начало преследований

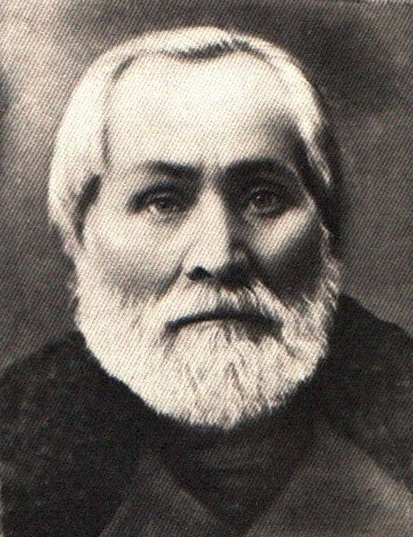
Один из первых российских штундистов и баптистов, пресвитер церкви села Основа Херсонской губернии Михаил Ратушный

Преследования штундистов начались уже через несколько лет после возникновения движения. Так, один из первых штундистов, крестьянин села Основа Херсонской губернии Михаил Ратушный был подвергнут арестам трижды — в 1865, 1867 и 1868 годах, был осуждён, сидел в тюрьме. Ещё один из начинателей движения, крестьянин села Любомирки Херсонской губернии Иван Рябошапка был арестован дважды — в 1867 и 1868 годах. 
В 1872 году в Киевской губернии состоялся суд на штундистами-крестьянами Герасимом Балабаном, Иваном Лясоцким и другими, по результатам которого Балабан был приговорён к году заключения, а несовершеннолетняя Е. Цымбалова — к двум месяцам заключения.
Часто преследования заключались в народном самосуде, хотя, как отмечает юрист и историк Юрий Решетников, само понятие «самосуд» в данном случае не очень уместно, поскольку большинство этих расправ осуществлялось или при непосредственном руководстве, или при молчаливом одобрении и невмешательстве местных светских и духовных властей. Крестьяне устраивали односельчанам-штундистам публичные экзекуции розгами и плетьми, избивали кольями и просто били «по дорогам, по улицам и даже в собственных наших домах», разгоняли молитвенные собрания, не давали хоронить покойников на кладбище, били окна, портили имущество, ночью врывались в дома штундистов, избитых волочили по улицам, били не только штундистов, но и их детей, принуждали целовать православные иконы.

### Преследования, инициированные обер-прокурором Священного Синода К. Победоносцевым

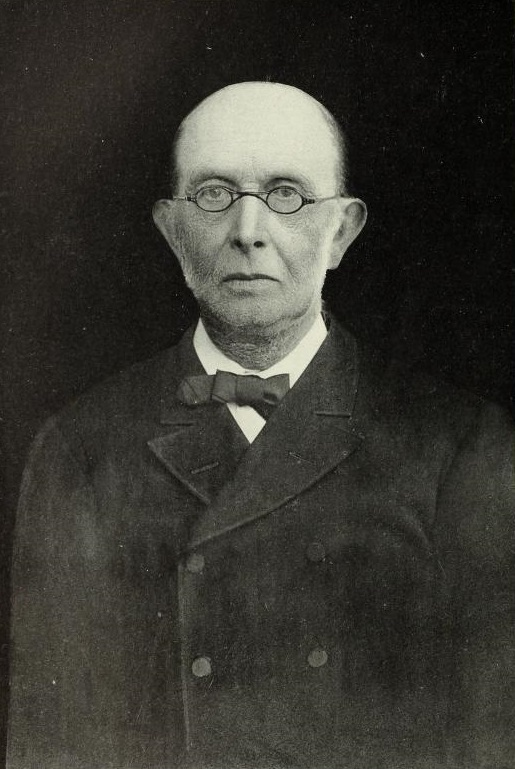
Обер-прокурор Святейшего Синода Константин Победоносцев

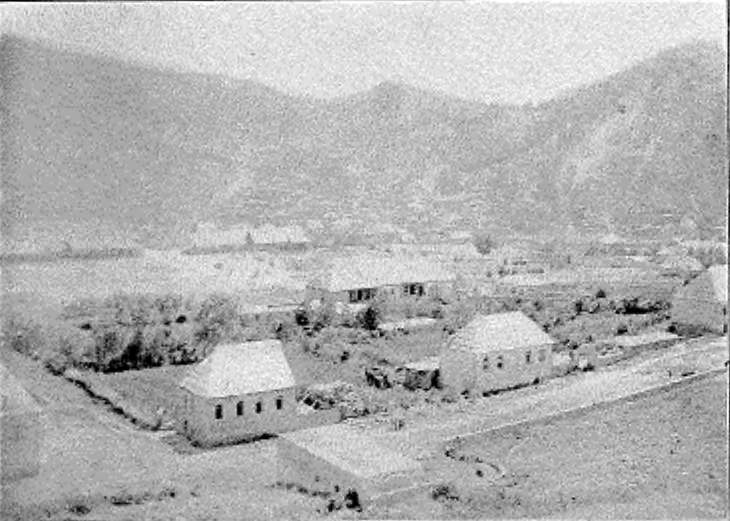
Поселение ссыльных по религиозным убеждениям в армянском селении Гирюсы, где отбывали наказание штундисты

Один из пионеров штундизма, пресвитер церкви села Любомирки Херсонской губернии Иван Рябошапка

В период, когда обер-прокурором Святейшего Синода был Константин Победоносцев (1880—1905), штундисты, наряду с баптистами, стали одним из объектов целенаправленной политики Синода по искоренению «инославных» конфессий, проводимой посредством просветительских и репрессивных мер. Отношение светской администрации к этой политике было неоднозначным, в целом она оказалась провальной.
Победоносцев полагал, что допущение религиозного разномыслия в русском простонародье неминуемо подорвёт национальное и политическое единство России. Отпавшие от православия люди в его глазах не являлись лояльными подданными российского государства, членами русского народа. Штундисты воспринимались им как агенты протестантской Германии.
Чтобы активизировать государство в преследовании «штунды», Победоносцев акцентировал внимание на проявлениях среди штундистов социалистических взглядов при том, что большинству штундистов они были вовсе не свойственны. «Дыша ненавистью к православному духовенству, лжеучение штунды идёт и против установившегося строя русской жизни и проповедует принципы и взгляды вредного социалистического характера: социалистическо-политическая сторона учения в штундизме в настоящее время преимуществует пред религиозно-церковною», — писал Победоносцев императору.
В 1894 году вышли положение Комитета министров и циркуляр Министерства внутренних дел о признании штунды «одной из наиболее опасных в церковном и государственном отношениях сект» и воспрещении её собраний.
«Последний законодательный акт, от 4 июля 1894 г. о штунде, получивший столь печальную известность, переполнил чашу страданий сектантов, так как, превращённый в универсальное орудие борьбы, он уничтожил всякое понятие о законности в отношении сектантов», — отмечала В. И. Ясевич-Бородаевская.
В этот период стала применяться такая «увещевательная» мера, как насильственное отбирание детей. Например, пресвитер общины села Царская Милость Александровского уезда Екатеринославской губернии Григорий Кучугурный, чтобы вернуть в семью четверых детей, отнятых у него и переданных на воспитание в православный сиротский приют, был вынужден вернуться в православие, опубликовав подписку об этом в газете «Екатеринославские епархиальные ведомости».
По статистике главноначальствующего над Кавказским краем, туда с 15 октября 1893 года по 1 августа 1894 года было сослано 114 самых активных проповедников штундизма. Учитывая, что некоторые ехали в ссылку с семьями, можно предположить, что речь шла о нескольких сотнях верующих.
Некоторые штундисты соглашались «вернуться в православие» для того, чтобы избежать притеснений. Например, община села Комиссаровка Верхнеднепровского уезда Екатеринославской губернии (194 человека) в 1890 году под давлением миссионерского комитета и уездного исправника «вернулась в православие», однако после опубликования в 1905 году Манифеста о веротерпимости, перешла в «духовный штундизм».

## Объединение с баптистами

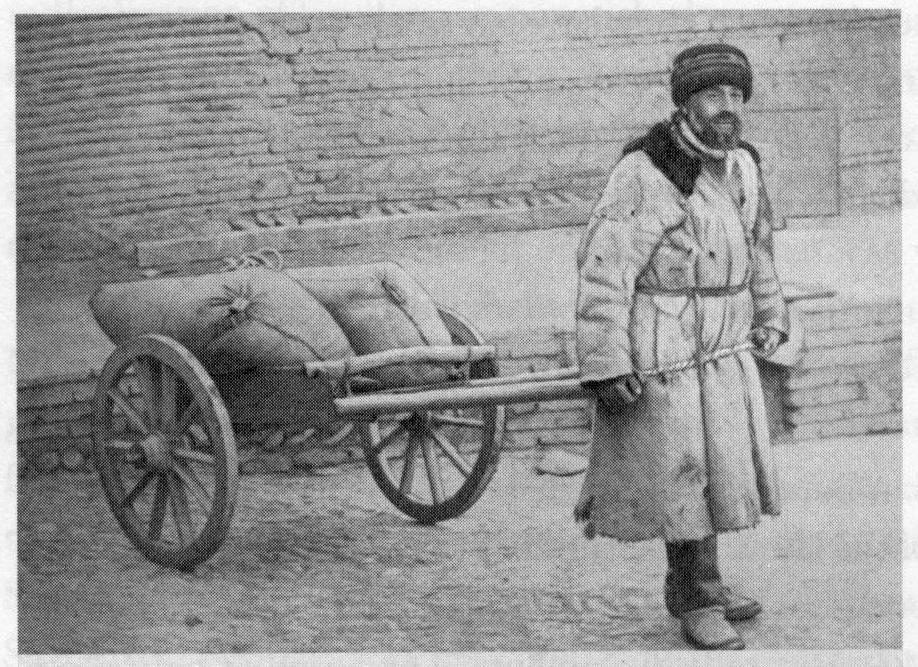
Штундистский крестьянский активист Тимофей Артёмович Заец

Постепенная эволюция богословских взглядов штундистов привела к вливанию большинства их общин в баптистское движение. По мнению историка Йоханнеса Дика, штундизм не нёс в себе элементов, которые бы вели к созданию самостоятельного религиозного движения. При формировании южнорусского баптизма таким элементом стало крещение. В баптизме крещение (в православной терминологии в случае перехода из православия в иную конфессию — перекрещивание) преподаётся только взрослым. Таким образом крещение играет роль очень сильного входного фильтра. Человек принимает решение о крещении осознанно и готов к активному участию в жизни религиозного сообщества. Штундистская активность мирян нашла в баптизме своё продолжение, а отсутствие в баптизме чёткой грани между священником и мирянином этому только способствовало.

## В литературе
О преследованиях властями в Российской империи  штундистов и их страданиях был написан на английском языке роман «The Highway of Sorrow: At the Close of the Nineteenth» («Великий путь страданий в конце XIX века»; 1894) английской писательницы Хесбы Стреттон (англ. Hesba Stretton), созданный ей в сотрудничестве с русским писателем Сергеем Степняком-Кравчинским. На русском языке этот роман был издан женой Степняка-Кравчинского под названием «Штундист Павел Руденко». 
Кроме того, на немецком языке был издан роман «Das Salz der Erde» («Соль земли»; 1895) пастора С. Келлера (нем. Pastor S. Keller).
Критически отзывался о штунде Фёдор Достоевский в «Дневнике писателя».